# Fernando Gregorio
Fernando Gregorio (Florencia hacia 1740 - idem 1800) fue un dibujante y grabador italiano.
Tomó las primeras lecciones de su arte bajo la dirección de su padre. Después de la muerte de éste, merced a la protección del gran duque Leopoldo, fue a París a perfeccionar su arte. Bajo la dirección de John Wille hizo rápidos progresos y obtuvo un puesto distinguido entre los mejores grabadores de la época.

## Obras
Sus principales obras fueron:
- Muerte de San Luis Gonzaga. Esta estampa está considerada como la obra maestra de este artista.
- Retrato de su padre
- Santa Virgen dando de mamar al Niño Jesús
- Venus y el amor jugando con el delfín
- Grupo de niños
- La Sagrada Familia, grabado de notable mérito realizado en 1760 cuando el autor contaba veinte años y dedicado al emperador Francisco I

- Datos: Q5554405